# Park Min-gyu
Park Min-gyu (Ulsan, 1968) (hangul: 박민규) é um escritor coreano.

## Biografia
Park Min-gyu nasceu em Ulsan, em 1968. Ele é graduado pela Universidade de Chungang. Seus dois primeiros romances, Lenda dos super-heróis do mundo (Chigu yongung chonsol) e Último fã clube ('Sammi Superstars) (Sammi syuposuta oe majimak paenkullob), ambos publicados em 2003, deram a ele o prêmio Munhak Dongne Author Award e o prêmio literário Hankyoreh, respectivamente. Seu conto Raccoon World (Komawo, kwayon neoguri-ya) foi incluído em 2005 na coletânea Yi Sang Literary Award Collection.
Seus contos são em geral caracterizados por um senso de humor pervasivo ao mesmo tempo sem tomar conta do texto. As histórias ocorrem no mundo capitalizado em um contexto global, onde seres humanos são redefinidos como algo menor que commodity comercial disponível para venda. Personagens são descritos de maneira a lutar com dificuldades financeiras sem um futuro promissor.
Park é conhecido como um escritor de sucesso mas é também famoso por seu estilo único: ele aparece sempre com estilo de cabelo diferente e óculos estilo "goggle".
Os romances de Park, incluindo Pavane for a Dead Princess, foram publicados em 2009. Uma de suas histórias intituladas 〈아침의 문〉 The Door of Morning ganhou o Yi Sang Literary Award.
Em 2010, seu conto A Nap foi adaptado em uma peça teatral de mesmo nome. Ela foi dirigida pelo produto de filmes Hur Jin-ho e tinha Kibum do Super Junior como a versão jovem do líder masculino Young-jin com Lee Joo-seung. A peça ficou em cartaz no Baekam Art Hall em Samseong-dong, em Seul, de 26 de janeiro a 28 de março de 2010.

### Trabalhos em tradução para o inglês
- Sponge Cake
- Raccoon World trans. by Jenny Wang Medina[2]
- Is That So? I'm a Giraffe trans. by Sora Kim-Russell[6]
- Korean Standards trans. by Brother Anthony of Taize[7]

### List de trabalhos em coreano (parcial)

#### Romances
- Legend of the World's Superheroes (2003)
- The Sammi Superstars' Last Fan Club (2003)
- Ping Pong (2006)
- Pavane for a Dead Princess (2009)
- The Door of Morning (2010)

#### Contos
- Castella (Collection, 2005)
- Double (Collection in two volumes, 2010)
- A Nap

## Prêmios
- Yi Hyosŏk Literary Award (2007)
- Yi Sang Literary Award (2010 for The Door of Morning)